# Jorge Fonseca
Jorge Ivayr Rodrigues da Fonseca ComM • ComIH (São Tomé e Príncipe, 30 de Outubro de 1992) é um judoca português do Sporting Clube de Portugal. Em 2019, tornou-se campeão do mundo na categoria de –100 kg. Em 2021, torna-se bicampeão mundial na mesma categoria e ainda conquista a medalha de bronze nos Jogos Olímpicos de Tóquio também na categoria -100 kg.

## Carreira
Jorge Fonseca, nasceu no dia 30 de Outubro de 1992 em São Tomé e Príncipe e foi para Portugal com 11 anos. Começou a treinar judo na Damaia onde conhece o seu treinador Pedro Soares.
Fonseca competiu nos Jogos Olímpicos de 2016 na categoria de –100 kg, tendo sido eliminado na segunda ronda pelo Lukáš Krpálek, ficando em 17.º lugar.
Em 2019, tornou-se campeão do mundo em Tóquio, sendo o primeiro português de sempre a consegui-lo.
Integrou a equipa do Sporting Clube de Portugal bicampeã da Europa (Bucareste 2018 e Odivelas 2019) que, em ambas as edições, derrotou na final os russos do Yawara Neva por 3-2.
A 8 de janeiro de 2020, foi agraciado com o grau de Comendador da Ordem do Mérito.
Em 2021, conquistou novamente o Campeonato Mundial em Budapeste, vencendo todos os confrontos por ippon.
Conquistou a medalha de bronze nos Jogos Olímpicos de Tóquio também na categoria -100 kg.
Ao ganhar a medalha olímpica em 2021, Jorge Fonseca questionou no seu discurso em tom irônico a Adidas e a Puma: "Esta medalha vou dedicar para Adidas e Puma porque disseram que eu não tinha capacidade para ser representado. Dedico esta medalha para dirigentes da Puma e da Adidas. Já mostrei que eu sou bicampeão do mundo, terceiro dos Jogos Olímpicos. Qual estatuto preciso para ser patrocinado pela Adidas e pela Puma?".
Mais tarde, a Adidas deu os parabéns ao atleta e acrescentou que "enquanto marca de desporto, procuramos apoiar todos os atletas com os nossos produtos, ajudando-os na conquista dos seus objetivos desportivos. No entanto, no que a contratos de patrocínio diz respeito, por muito que gostássemos de apoiar um maior numero de atletas, muitas vezes temos que tomar algumas decisões difíceis sobre com quem podemos trabalhar".
A 11 de janeiro de 2022, foi agraciado com o grau de Comendador da Ordem do Infante D. Henrique.

## Filmografia

### Televisão
| Ano  | Título    | Personagem      | Canal | Nota                                   |
| ---- | --------- | --------------- | ----- | -------------------------------------- |
| 2021 | A Máscara | Cachorro-quente | SIC   | Concorrente (Ep.1 ao 2), 3.ª temporada |